# Armando Daltro
Armando Daltro foi surfista profissional e campeão do WQS, divisão de acesso do surfe mundial, no ano de 2000. Após parar de competir, dedica-se a ensinar surfe em sua escola na praia de Jaguaribe, em Salvador.

## Biografia
Armando nasceu na Bahia e começou a surfar no ano de 1984, quando tinha 11 anos. Em 1990, foi campeão baiano da classe júnior. No ano de 1997 competiu pela primeira vez no WCT, a mais alta categoria do surfe profissional. Durante toda a sua carreira, foram sete anos competindo na elite do surfe mundial.
Sagrou-se campeão mundial na divisão de acesso, o WQS, no ano de 2000. Em 2005, abriu uma escola de surfe na cidade de Salvador. Por falta de patrocínio, deixou de participar de competições realizadas fora do Brasil no ano de 2007.